# Осыков, Александр Иванович
Алекса́ндр Ива́нович О́сыков (род. 3 августа 1959 года) — российский поэт, прозаик, краевед, член Союза писателей России, автор многочисленных поэтических сборников, рассказов и произведений для детей.
Правнук поэта и композитора М. А. Языкова, брат и соавтор Б. И. Осыкова.

## Биография
Александр Осыков родился 3 августа 1959 года в Белгороде в семье преподавателей. Окончил Белгородский технологический институт по специальности инженер-строитель и аспирантуру ЦНИИСК им. В.А. Кучеренко. Кандидат технических наук. Работал в проектных институтах, преподавал в высших учебных заведениях, возглавляет ассоциацию проектировщиков Белгородской области. 
Стихи и рассказы публиковались в журналах «Наш современник», «Молодая гвардия», «Роман-журнал XXI век», «Московский вестник», «Человек и закон», «Всерусскiй соборъ», «Родная Ладога», «Подъём», «Звонница», «Белгородская энциклопедия», «Добродетель», «Большая переменка»; в альманахах «Истоки», «Звезда полей», «Рать», «Светоч», «Удеревский листопад», «Пересвет»; в трёхтомнике «Писатели Белогорья»; в антологии военно-патриотической поэзии «Армейские победные зарницы»; в коллективных сборниках «Во исповедании сердечнем», «Вечные истоки», «Те самые слова», «Честные строки»; в книге «Белогорье России».
Осыков А. И. — лауреат международных и всероссийских литературных премий и конкурсов, многие его произведения получили высокую оценку известных русских поэтов и литературных критиков.
Член Союза писателей России с 2006 года. Член редколлегии литературно-патриотического альманаха «Пересвет». Основатель (с братом и соавтором Б. И. Осыковым) книжной серии «Жизнь знаменитых белгородцев». Делегат XV съезда Союза писателей России.
В 2020 году в столичном издательстве «Молодая гвардия» в популярной серии ЖЗЛ вышла книга А.И. Осыкова «Ерошенко: Жил, путешествовал, писал» о жизни и творчестве В.Я. Ерошенко – одного из самых удивительных людей ХХ столетия.

## Произведения
- Небесная лестница : стихи / Александр Осыков. — Белгород: Крестьянское дело, 2003.

- На краю земной печали : стихи / Александр Осыков. — Белгород: Константа, 2005. — 71 с. — ISBN 978-5-902711-39-8.

- Дог земной: стихи / Александр Осыков. — Белгород: Константа, 2007. — 123 с. — ISBN 978-5-9786-0023-0.

- Будущего свет: стихи / Александр Осыков. — Белгород: Константа, 2011. — 151 с. — ISBN 978-5-9786-0191-6.

- Память любящего сердца: стихи / Александр Осыков. — Белгород: Константа, 2015. — 187 с. — ISBN 978-5-9786-0372-9.

- Беспризорный дождь: стихи / Александр Осыков. — Белгород: Константа, 2016. — 184 с. — ISBN 978-5-9786-0435-1.

- День глобального мира: поэма / В.Я. Ерошенко; [пер. с эсперанто А.И. Осыкова] / Александр Осыков. — Белгород: Константа, 2020.

- Автографы ночи: стихи / Александр Осыков. — Белгород: Константа, 2020. — ISBN 978-5-907159-99-0.

- Где кончается жираф?: азбука в загадках / Александр Осыков; худож. Ещенко Т.Г. — Белгород: Константа, 2016. — 10 с. — ISBN 978-5-9786-0424-5.

- Белгородская азбука: стихи / Александр Осыков, Борис Осыков. — Белгород: Константа, 2017. — 15 с. — ISBN 978-5-9786-0486-3.

- Бесконечная сказка: читают взрослые детям / Александр Осыков, Борис Осыков. — Белгород: Константа, 2017. — 74 с. — ISBN 978-5-906952-03-5.

- Азбука России: стихи / Александр Осыков, Борис Осыков. — Белгород: Константа, 2018. — 14 с. — ISBN 978-5-906952-35-6.

- Белгородчина: маленькому путешественнику / Александр Осыков. — Белгород: Издательство Сангалова К.Ю., 2020. — 56 с. — ISBN 978-5-6043371-6-5.

- Весёлый Зодиак: стихи. — Белгород: Константа, 2019.

- От А до Я: стихи. — Белгород: Константа, 2019.

- Родное Белогорье / Александр Осыков, Борис Осыков. — 1-е изд. — Белгород: Константа, 2014. — ISBN 978-5-9786-0377-4.

- Родное Белогорье / Александр Осыков, Борис Осыков. — 2-е изд. — Белгород: Константа, 2017. — 484 с. — ISBN 978-5-9786-0477-1.

- Великие первопроходцы / Александр Осыков, Борис Осыков. — Белгород: Изд. дом «Мир Белогорья», 2019. — 151 с. — ISBN 978-5-9907211-0-4.

- Вера в свет / Александр Осыков, Борис Осыков. — Белгород: Изд. дом «Мир Белогорья», 2019. — ISBN 978-5-9907211-3-5.

- Зоркое сердце Василия Ерошенко / Александр Осыков, Борис Осыков. — Белгород: Изд. дом «Мир Белогорья», 2020. — ISBN 978-5-9907211-5-9.

- Ерошенко: Жил, путешествовал, писал / Александр Осыков, Борис Осыков. — Москва: «Молодая гвардия», 2020. — ISBN 978-5-235-04379-4.

- Гроссмейстер контрудара / Александр Осыков, Борис Осыков. — Белгород: Изд. дом «Мир Белогорья», 2020.

- Автор-составитель сборника избранных произведений русского поэта и композитора М. А. Языкова (прадеда А. И. Осыкова) «Ночь светла» («ПОЛИТЕРРА», 2015)

- А. И. Осыков — автор «Гимна Бессмертного полка» (впервые опубликован в газете «Комсомольская правда», № 113 (26590) от 5 октября 2016 года)

## Награды
- Лауреат Международного поэтического конкурса «Звезда полей-2010» имени Н. М. Рубцова[1]
- Литературно-общественная премия «Золотая осень» имени С. А. Есенина (2014)[1]
- Всероссийская литературная премия «Прохоровское поле» (2017)[12][13]
- Лауреат конкурса «Лучшая книга Белгородчины» (2017)[12]
- Лауреат конкурса «Лучшая книга Белгородчины» (2019)
- Литературная премия имени К. М. Симонова (2019)
- Лауреат международного поэтического конкурса «Поэтический атлас-2019»

## Критика и мнения
Александр Казинцев, критик, прозаик, публицист, зам. гл. редактора журнала «Наш современник»:
«По образованию и роду работы Александр Осыков — „технарь“. Окончил Белгородский технологический институт и московскую аспирантуру, имеет степень кандидата технических наук. Авторы с такой „родословной“ обычно склонны к некоторой рассудочности, ироничности, философичности. Не составляет исключения и Александр Осыков. Его стихи сдержанны, афористичны, он склонен к интеллектуальным обобщениям…». Творчество А. Осыкова отличает «…нетривиальность, современность стиля, оригинальность и яркость мысли…» (Из рекомендации в СП РФ).
Игорь Чернухин, поэт, лауреат Всероссийских литературных премий:
«Стихам Александра Осыкова веришь — в них родниковая чистота чувств и никакой фальши, никакой искусственности. В них „дышат почва и судьба“… новая книга Александра Осыкова даёт читателю ощущение встречи со зрелым поэтом, мастером, художником, полотна которого пахнут вселенской любовью, добром, покаянием, дарящим читателю свет жизни, вечности — свет будущего». (Из рецензии на книгу «Будущего свет»).
Станислав Минаков, поэт, прозаик, переводчик, публицист:
«Русь, Россия, Родина — поле неотменимой приязни и ответственности Александра Осыкова. Он непримирим к „дьявольской рати“ и к тем, кто „враги Отечества и веры православной“… Александр Осыков прав и в том, что в неразрывной, „тематической“ и сердечной связке с памятью Великой Войны, Великой Победы, у него соединена боль о русской деревне, которую он наследует от русских писателей-деревенщиков, а их по праву называют также совестниками или нравственниками…». (Из рецензии на книгу «Память любящего сердца»).